# لینگ چیه
لینگ چیه (به انگلیسی: Ling Jie) ژیمناست زادهٔ ۲۲ اکتبر ۱۹۸۲ میلادی اهل کشور چین است.